# Bèo tây
Bèo tây (danh pháp hai phần: Pontederia crassipes) còn được gọi là lục bình, lộc bình, hay bèo Nhật Bản là một loài thực vật thủy sinh, thân thảo, sống nổi theo dòng nước, thuộc về chi Pontederia của Họ Bèo tây (Pontederiaceae).

## Tên gọi
Cây bèo tây xuất xứ từ châu Nam Mỹ, du nhập Việt Nam khoảng năm 1905, do đó trong tiếng Việt mới có tên bèo tây. Còn tên bèo Nhật Bản vì có người cho là mang từ Nhật về. Lộc bình do cuống lá phình lên giống lọ lộc bình. Phù bình vì nó nổi trên mặt nước.

## Đặc điểm
Cây bèo tây mọc cao khoảng 30 cm với dạng lá hình tròn, màu xanh lục, láng và nhẵn mặt, gân lá hình cung dài, hẹp. Lá cuốn vào nhau như những cánh hoa. Cuống lá nở phình ra như bong bóng, ruột xốp giúp cây bèo nổi trên mặt nước. Ba lá đài giống như ba cánh. Rễ bèo trông như lông vũ sắc đen buông rủ xuống nước, dài đến 1 m.
Mùa hè cây bèo nở hoa sắc tím nhạt, điểm chấm màu lam, cánh hoa trên có 1 đốt vàng. Có 6 nhuỵ gồm 3 dài 3 ngắn. Bầu trên 3 ô đựng nhiều noãn, quả nang. Cuống hoa đứng thẳng đưa hoa vươn cao lên khỏi túm lá.
Cây bèo tây sinh sản rất nhanh nên dễ làm nghẽn ao hồ, kênh rạch. Một cây mẹ có thể đẻ nhánh tạo cây con, tăng số cá thể gấp đôi mỗi 2 tuần. Cây sống ở cả trên cạn ven bờ và dưới nước, khi ở cạn thì cuống lá xẹp xuống.

## Sử dụng

### Trong y học dân gian
Tên thuốc thường gọi là phù bình, lá và thân có vị ngọt cay, tính mát không độc, có tác dụng tiêu viêm giải độc lành da. Dùng tươi lá bèo đem giã với muối rồi đem đắp lên ung nhọt, khô thì thay miếng khác, nhiều lần sẽ làm giảm sưng. Nếu vết tấy bắt đầu mưng mủ thì sẽ nhanh vỡ mủ giảm đau. Dùng thân và lá phơi khô sao thơm khử thổ phối hợp với các vị thuốc khác chữa hạch cổ tràng nhạc.

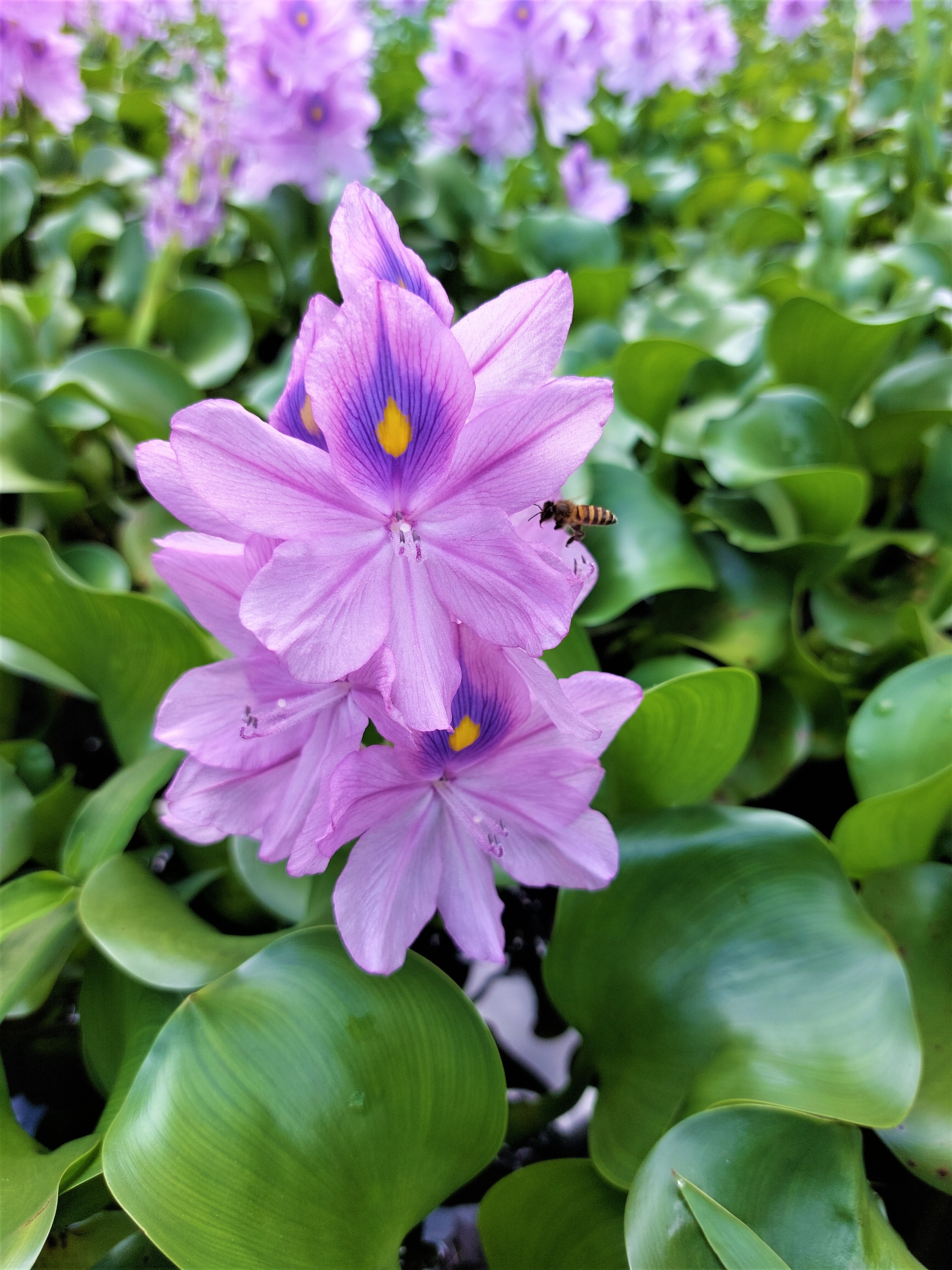
Hoa bèo tây nở ở Đà Lạt

Hoa hơi ngọt, tính mát, có tác dụng an thần, lợi tiểu, giải độc, trừ phong nhiệt. Khi ho hen, ho đàm hoặc ho gió, chưng một nắm hoa với đường phèn uống, kết hợp thêm hoa hoè, hoa khế càng tốt. Người cao huyết áp mãn tính dùng hoa chế trà uống mỗi ngày cũng có tác dụng bình ổn.

### Những ứng dụng khác
Ở dạng tự nhiên, loại bèo này có tác dụng hấp thụ những kim loại nặng (như chì, thủy ngân và strontium) và vì thế có thể dùng để khử trừ ô nhiễm môi trường.
Bèo tây được sử dụng làm thức ăn cho gia súc, dùng ủ nấm rơm, làm phân chuồng.
Cây bèo tây còn có công dụng thủ công nghiệp. Xơ lục bình phơi khô có thể chế biến để dùng bện thành dây, thành thừng rồi dệt thành chiếu, hàng thủ công, hay bàn ghế.
Như mọi loài rau dân dã, ngó lộc bình có thể xào giống như ngó sen. Đọt non và cuống lá dùng để nấu canh tép, cá lóc, tôm khô. Hoa cũng có thể luộc chấm cá kho hoặc xào thịt heo hay lòng heo.

## Bèo tây trong dân ca, văn học Việt Nam
- Dân ca Bèo dạt mây trôi

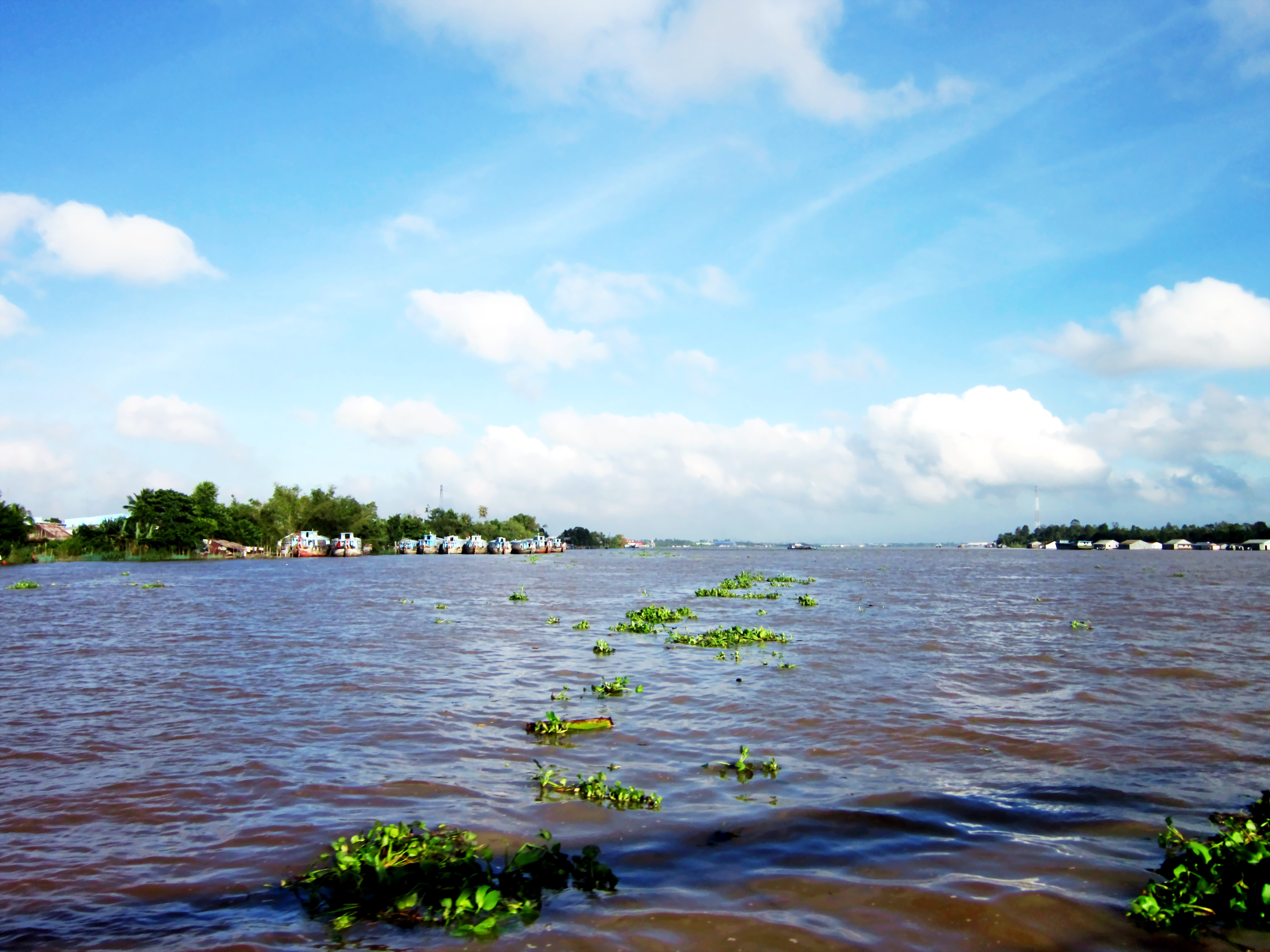
Bèo tây trôi trên sông Hậu

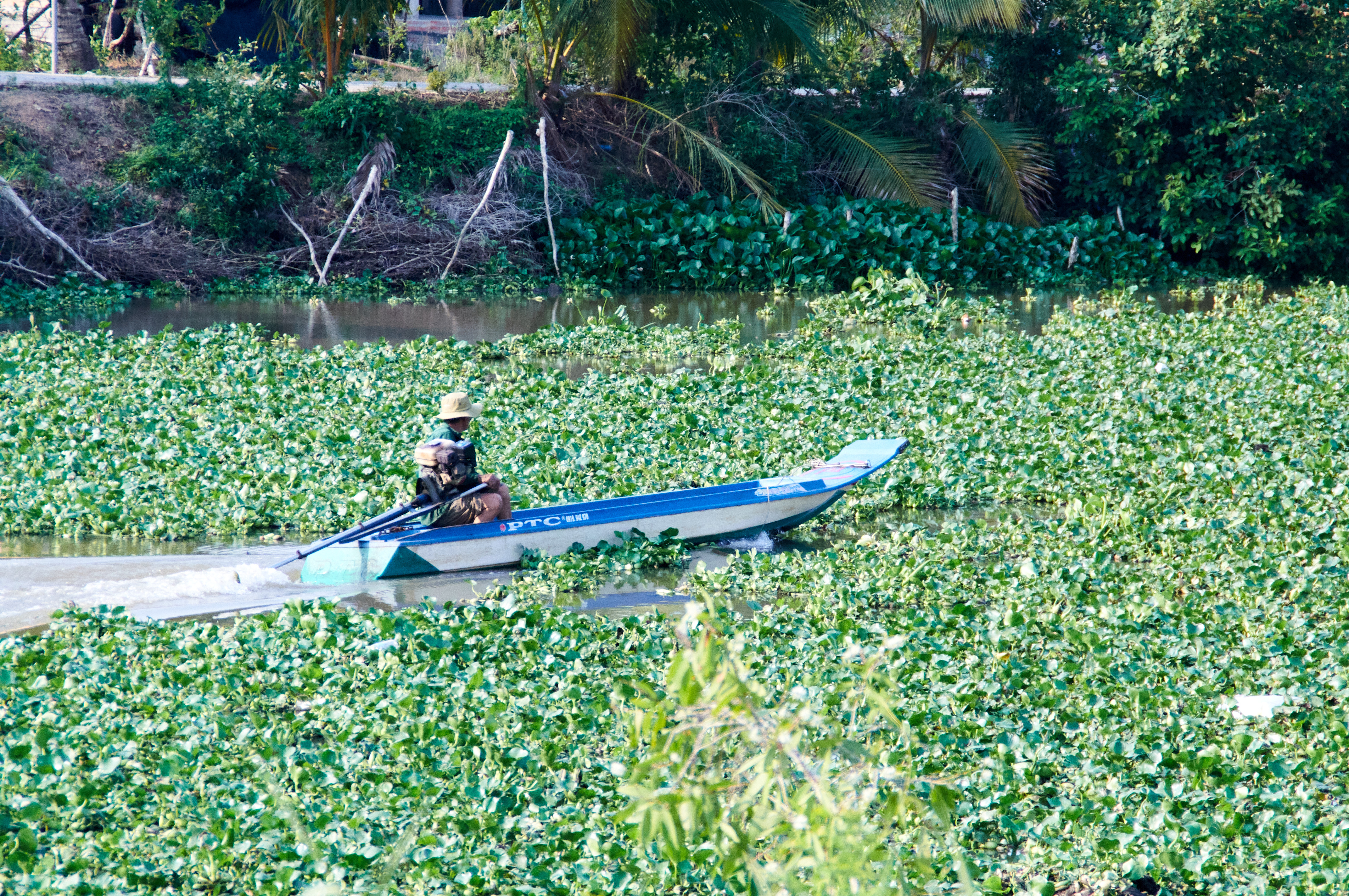
Một dòng kênh ở Tiền Giang với lục bình trôi dày đặc.

- Bài thơ "Hoa lục bình" của nhà thơ Cao Vũ Huy Miên